# Carretera de Nebraska 91
La Carretera de Nebraska 91, y abreviada NE 91 (en inglés: Nebraska Highway 91) es una carretera estatal estadounidense ubicada en el estado de Nebraska. La carretera inicia en el Oeste desde la NE 2  norte de Dunning hacia el Este en la US 30  , US 75  en Blair. La carretera tiene una longitud de 371,2 km (230.63 mi).

## Mantenimiento
Al igual que las autopistas interestatales, y las rutas federales y el resto de carreteras estatales, la Carretera de Nebraska 91 es administrada y mantenida por el Departamento de Carreteras de Nebraska por sus siglas en inglés NDOR.

## Cruces
La Carretera de Nebraska 91 es atravesada principalmente por la  NE 7  sur de Brewster
 US 183  en Taylor
 NE 11  sur de Burwell
 NE 70  oeste de Ericson
 US 281  este de Ericson
 NE 14  en Albion
 US 81  noreste de Humphrey
 US 275  este de Snyder
 US 77  sureste de Hooper.